# Гетманщина
Ге́тманщина (укр. Гетьма́нщина; в официальных документах Войско Запорожское, также использовались и другие названия) — историографическое название политии, сформировавшейся в казацких землях на территории современной Украины, а также, частично, России (Стародубье), Беларуси (Лоев и восточная часть Белорусского Полесья) и Молдавии (северная часть Приднестровья), на которые в разные исторические периоды распространялась власть гетмана Войска Запорожского.
Гетманщина берёт своё начало с восстания Хмельницкого (1648 год). Первоначально охватывала Поднепровье, Приднестровье, Северщину, а также Запорожье. После восстания Барабаша и Пушкаря среди кошевых атаманов Войска Запорожского Низового укрепилось недоверие к гетману, вследствие чего Запорожская Сечь стала подчиняться гетману лишь формально.
В 1654 году Гетманщина перешла под протекторат русского царя. С 1663 года Гетманщина, обладавшая в политико-административном отношении рядом особых прав в составе Русского царства, была подконтрольна Малороссийскому приказу. 
После заключения Вечного мира 1686 года между Русским царством и Речью Посполитой Гетманщина на правом берегу Днепра, остававшемся в польской короне, была ликвидирована, в связи с чем, как правило, применительно к данному историческому периоду термин употребляется только в отношении Левобережья, Киева и его окрестностей. Тем не менее, вплоть до 1770-х годов институты гетманской власти также существовали в Ханской Украине, то есть на территории Приднестровья и части Брацлавщины, полученных Петриком Иваненко от Османской империи и находившихся под протекцией крымских ханов.
После поддержки гетманом Мазепой Карла XII в Северной войне влияние гетманов значительно снизилось: по указу царя Петра I в 1709 году к гетману Скоропадскому был приставлен стольник Андрей Измайлов (через год его сменил другой стольник — Фёдор Протасьев), резиденция гетмана была утверждена в Глухове, а дела управления землями, со смертью Скоропадского, с 1722 по 1727 год полностью перешли в ведомство Малороссийской коллегии.
Нескончаемые распри между Степаном Вельяминовым, возглавлявшим Малороссийскую коллегию, и наказным гетманом Павлом Полуботком, так и не признанным на сейме, привели к тому, что в 1726 году в Санкт-Петербурге было принято решение закрыть коллегию и восстановить Гетманщину, избрав нового гетмана. Им в 1728 году стал Даниил Апостол, поддержавший в царствование Петра I Василия Кочубея. В царствование Петра II и Анны Иоанновны права гетмана были существенно расширены: были составлены «Решительные пункты»; запорожцам, жившим в Турции, было разрешено вернуться в Россию, что позволило кошевому Ивану Билецкому вопреки запрету со стороны Крымского ханства прибыть с войском в Белую Церковь и принять русскую присягу. В гетманство Даниила Апостола запорожцы получили возможность селиться в слободских сёлах. По смерти Даниила Апостола в 1734 году (смотри Гайдамацкое восстание) Петербург не спешил с избранием нового гетмана, однако следовал «Решительным пунктам», составленным при Апостоле. При Эрнсте Бироне был утверждён указ о Малороссийском правлении, которое выполняло функции гетманской канцелярии на протяжении 16 лет и фактически представляло собой вторую Малороссийскую коллегию.
Гетманщина была восстановлена указом императрицы Елизаветы Петровны, даровавшей земли и титул гетмана графу Кириллу Разумовскому в 1750 году, однако уже в 1764 году указом императрицы Екатерины Великой звание гетмана Войска Запорожского было окончательно упразднено: последний гетман Войска Запорожского граф Кирилл Разумовский был пожалован высшим воинским чином генерал-фельдмаршала, а управление Малороссией было поручено графу Петру Румянцеву. Тем не менее, былое административно-территориальное деление Гетманщины сохранялось в Российской империи вплоть до 1782 года. В 1782 году в ходе административной реформы вступило в силу общее положение о губерниях Российской империи 1781 года, вследствие чего сотенно-полковое административное устройство было упразднено.

## Название
В современных украинских исследованиях Гетманщина определяется как украинское казацкое государство, или как держава Войска Запорожского. В то же время Сергей Плохий отмечает, что корректнее было бы называть Гетманщину «политией», что отражает незрелость и незавершенность политических процессов и структур в Гетманщине. Под современным историографическим понятием Гетманщина могут пониматься различные военно-политические образования запорожских, приднестровских и реестровых днепровских казаков, существовавшие с 1649 по 1764 год, на которые распространялась власть гетманов Войска Запорожского; в связи с этим в исторических памятниках сохранились упоминания различной номенклатуры, относящиеся к истории казацких земель, подвластных гетманам.
Как правило, в официальных документах и летописях Гетманщина известна как Войско Запорожское и Малороссия. «В своих письмах к царю Алексею Михайловичу Хмельницкий широко применял к подконтрольным ему землям название Малороссия, которое после 1654 вошло в царский титул».
Тем не менее, в ряде свидетельств и памятников, начиная с эпохи Хмельницкого, встречаются и другие названия.

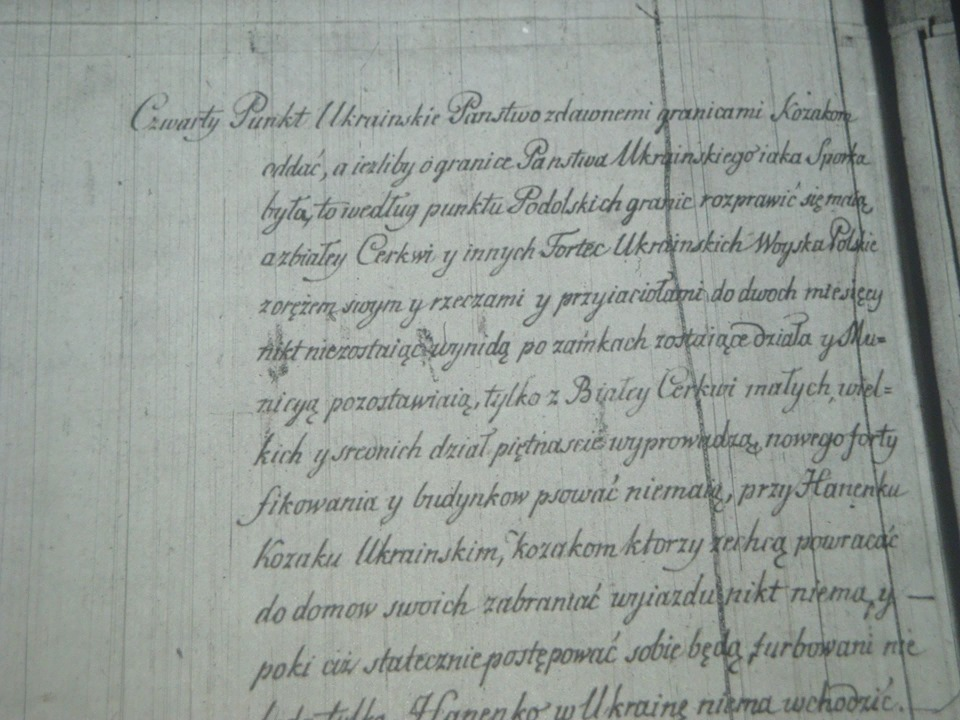
Четвёртый пункт Бучачского мира

В частности, в дипломатической переписке с Османской империей Хмельницкий несколько раз называет свои владения «козакией» и один раз «русской землёй». В отчётах Войцеха Мясковского, в ряде документов времён Юрия Хмельницкого, написанных на польском языке, у Георгия Дуки и в Договорах и постановлениях прав и вольностей Войска Запорожского 1710 года Филиппа Орлика Гетманщина, наряду с общераспространённым названием Малороссия, называется также понятием сего- и тогобочная Украина. В польском тексте Бучацкого мирного договора 1672 года между Османской империей и Речью Посполитой в отношении реестровых казаков, подчинявшихся гетману, употребляется оборот «Ukraińskie Państwo», что со среднепольского языка можно перевести как «украинская держава». В посланиях путивльских воевод Русского царства Хмельницкий называется «гетманом черкасским», а подконтрольная ему территория черкасскими землями. В посланиях Юрия Хмельницкого, в универсале 1681 года Ивана Самойловича попеременно употребляются термины «Украина Малороссийская» («тогобочная» и «сегобочная»), «Малая Россия» и «Войско Запорожское»; в других документах Самойлович упоминает Украину и называет её «отчиной нашей», а её народ зовёт «украинским». Название Украина также встречается в ряде документов XVII века, опубликованных в «Актах, относящихся к истории Южной и Западной России», а также других изданиях.
В трудах иностранных хронистов и картографов XVII века земли Войска Запорожского часто называются украинскими, в частности, о Гетманщине как об «украинском княжестве» писал французский картограф Пьер Дюваль. В его работе «Имена правителей государств в Европе», опубликованной в 1666 году, Юрий Хмельницкий назван «князем Украины по милости Господней (Prince d’Ukraine par le G. Seigneur)», при этом русский царь Фёдор Алексеевич в таблице правителей упоминается отдельно. В своём донесении «о казаках и Богдане Хмельницком» 1656 г. венецианский дипломат Альберто Вимина называет Поднепровскую Украину республикой и сравнивает по строгости воспитания со спартанской. Вимина также пишет, что эта «область всегда была заселена самым воинственным и привычным к оружию русским племенем». О Гетманщине как о вассальном государстве в 1670-х годах также писал французский дипломат Даниэль Де Божо. В феврале 1657 года шведский посол Веллинг Готтар называл гетманские земли «Украиной» и «Роксоланией». Готтар сообщал, что Хмельницкий готов пойти на союз со шведами только в случае, если Швеция гарантирует ему «территорию всей старинной Украины или Роксолании (das Jus totius Ucrainae antiqvae vel Roxolaniam) во всех границах греческого вероисповедания и их языка до Вислы (bis an die Weixel)».

## История

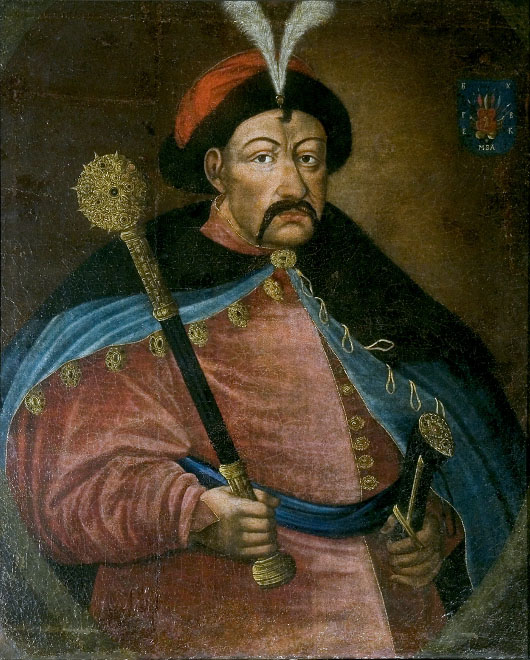
Гетман Богдан Хмельницкий

### Предыстория
Казаки — беглые крестьяне и свободные люди, проживавшие с конца XVI столетия в низовьях Днепра и Дона, на «ничейной земле» между Королевством Польским, Царством Русским и Крымским ханством — дальним наследником Монгольской империи. Сообщество казаков образовало мощную военную силу и под предводительством гетмана Богдана Хмельницкого в 1648 году восстало против власти Польши, имея целью установление политических свобод для православной старшины. До этого казацкие восстания против Польши предпринимались неоднократно, одним из наиболее ярких было восстание 1638 года Якова Острянина, также прозванного в источниках гетманом. Среди жертв восстания Хмельницкого, как и предыдущих казацких восстаний, были польские евреи. Восстание завершилось установлением автономных институтов власти реестровной казацкой старшины в Среднем Поднепровье под началом гетмана Войска Запорожского. По мнению Сергея Плохия, казаки сыграли важную роль в формировании современной Украины.
Восставшие казаки были вынуждены противостоять преобладавшим польским и литовским войскам и остро нуждались в союзниках. На раннем этапе боевых действий Хмельницкому удавалось успешно заигрывать с политическими интересами соседей, в частности, Крымского ханства. После пяти лет военных действий, в 1654 году в Переяславе Богдан Хмельницкий заключил союз с Московским царством, признав власть царя в обмен на военную защиту. Непосредственной целью вхождения Московского царства в войну было возвращение утерянных в Смутное время в пользу Польши земель, однако в Москве со времён Ивана Великого сохранялись притязания и на киевскую отчину. Защита православных братьев и восстановление киевского наследия московской династии стало обоснованием для продвижения царства на запад.

### Восстание Хмельницкого
Восстание Хмельницкого значительно повлияло на дальнейшие судьбы Поднепровской Украины, а также на политическую ситуацию в Центральной и Восточной Европе. В ходе восстания на картах появилось новое политическое образование украинских казаков — Гетманщина.

#### Начало восстания
Поводом для восстания послужил личный конфликт, разрозившийся между Богданом Хмельницким и Даниэлем Чаплинским. В 1647 году польский подстароста Даниэль Чаплинский разорил имение Михаила Хмельницкого Субботов, отца Богдана Хмельницкого. Напавшие сожгли угодья и припасы и, согласно некоторым источникам, похитили Елену — возлюбленную Богдана, которую Чаплинский позже взял в жёны. Обращения Хмельницкого в суды и к польскому королю не привели к желаемым результатам. Не сумев найти управу на Чаплинского со стороны короны, Богдан покинул имение, перебравшись на остров Буцкий ниже Сечи, откуда начал подготовку к восстанию.
Призывы к казацкой вольности поддержали тысячи крестьян и казаков. К концу января 1648 года Хмельницкий имел в распоряжении достаточно сил для выдвижения на подвластные польской короне южные рубежи, подконтрольные казакам Запорожской Сечи. Находившийся на Сечи польский полковник Гурский был вынужден бежать, а посланные резервы были отбиты. В феврале 1648 года Хмельницкий на казацкой раде был избран гетманом Войска Запорожского.
Понимая военную силу Речи Посполитой и будучи дипломатом, Хмельницкий вознамерился добиться военной поддержки со стороны Крымского ханства.

#### Бунт реестровых казаков, восстание селян
В 1648 году полковник реестровых казаков Его королевской милости Войска Запорожского Богдан Хмельницкий, найдя поддержку у запорожских низовых казаков и гарнизона реестровых казаков, стоявших на Запорожье, поднял восстание в Речи Посполитой.
Чтобы привлечь на свою сторону крымского хана Ислама III Гирея, Богдан Хмельницкий направил к нему своих послов, которые сообщили хану о планах короля напасть с запорожцами на Крым.
Хан дал уклончивый ответ — не объявляя формально войны Польше, он велел перекопскому мурзе Тугай-бею выступать с Хмельницким. 18 апреля 1648.
Одержав за короткий срок ряд побед над коронным войском — под Жёлтыми Водами, Корсунем, Пилявцами и Зборовом, восставшие в 1649 году заключили с королём Яном-Казимиром Зборовский договор.

#### Зборовский договор
Согласно статьям этого договора: уряды в Киевском, Черниговском и Брацлавском воеводствах должны были занимать представители православной шляхты; список реестровых казаков увеличивался до 40-тысячного реестрового войска, которое должно было формироваться из 16 военно-административных единиц — полков; коронное войско и евреи не имели права находиться в Киевском, Черниговском и Брацлавском воеводствах.
Крестьяне данных воеводств были разочарованы результатами Зборовского договора. По договору они должны были вернуться в зависимое (крепостное) состояние от шляхты (как православной, так и католической). Поэтому уже в 1651 война продолжилась. В битве под Берестечком в 1651 году король Ян-Казимир нанёс тяжёлое поражение войску гетмана Богдана Хмельницкого, основной массой которого были сельские жители. В том же году между Войском Запорожским и центральной властью Речи Посполитой был заключён Белоцерковский мирный договор, ограничивающий гетманскую власть Киевским воеводством.
В 1652 году Хмельницкий взял реванш у Короны за поражение под Берестечком, разгромив коронное войско под Батогом. В 1653 году войско короля Яна-Казимира попало в окружение под Жванцем. Ненадёжность союза с Крымским ханством и провал Молдавской кампании вынудили Хмельницкого активизировать политические сношения с Русским царством.

#### Формирование нового административно-территориального устройства
На землях Киевского, Черниговского и Брацлавского воеводств отменялось польское административно-территориальное устройство. Были ликвидированы воеводства, поветы, а вместо них создавались полки со своим территориальным делением. В 1649 году вся территория Гетманщины была разделена на 16 полков (на Правобережье — 9, на Левобережье — 7). Центром полка был один из крупных городов полковой территории. Каждый полк возглавлял полковник, избранный на полковой раде или назначенный гетманом. Полковник сосредоточивал в своих руках военную, судебную и административную власть на территории полка. До разделения судебной власти по сословьям в 1658 году полковник был не только военным руководителем, но и обладал властью над всеми жителями полка. Территория полка делилась на 10-20 и даже больше сотен. Сотни, как и полки, отличались по площади и численности населения, были, например, сотни, в состав которых входило по несколько тысяч казаков.
Административными центрами сотен были города, городки и большие деревни. Военно-административную власть на территории сотен осуществляли сотники. Существовали сотенные военные канцелярии, сотенные суды и т. д.
Некоторые крупные города ещё с давних времён имели магдебургское право (Киев, Нежин, Чернигов, Переяслав, Стародуб, Глухов, Полтава, Батурин и др.). Ими руководили магистраты во главе с войтами. В прочих же городах действовала казацкая администрация. В сёлах делами крестьян ведали старосты, которых избирала крестьянская община, а делами казаков — избранные ими атаманы.
Запорожская Сечь была отдельной военно-административной и политической единицей и зачастую была неподконтрольной гетманам.

### Переяславская Рада
В 1653 году через посредничество наместника тверского Василия Бутурлина, наместника муромского Ивана Олферьева и думского дьяка Лариона Лопухина Богдан Хмельницкий в ходе дипломатических сношений с царём Алексеем Михайловичем стал рассматривать возможность перехода Войска Запорожского на русскую службу. По результатам переговоров в январе 1654 года в Переяславе состоялась рада, на которой было принято решение о переходе Гетманщины под «высокую руку русского царя православного». В марте того же года были согласованы условия перехода, т. н. Мартовские статьи. После заключения Переяславской рады Богдан Хмельницкий признавал запорожских казаков «прямыми и верными слугами и подданными» русского царя. Во всех последующих письмах к Алексею Михайловичу называл его «всея Великия и Малыя России» самодержцем, а сам титуловался «гетман с Войском Вашего царского величества Запорожским».

#### Поход в западнорусские земли

##### Вступление в гражданскую войну Речи Посполитой Русского царства
Рассматривая просьбу Войска Запорожского, Земский Собор и царь понимали, что нарушение казаками клятвы верности польской короне является нарушением международных правил и традиций того времени и с неизбежностью приведёт к войне между Речью Посполитой и Русским царством. Русская дипломатия нашла выход из сложившейся ситуации. По мнению думных чинов, в связи с нарушением присяги польским королём (Ян Казимир обвинялся в нарушении данной им присяги о веротерпимости) православный казацкий народ освобождался от присяги королю и, следовательно, царское правительство принимало под свою защиту «вольных людей», а не бунтовщиков.
Уже 23 октября (2 ноября) 1653 г. Русское царство торжественно объявило в Москве войну Речи Посполитой за освобождение западнорусских земель, то есть территорий нынешних Украины, Белоруссии и части территорий юго-восточной Польши (Перемышль, Холм).
Летом 1654 года началась война Русского царства с Речью Посполитой. Казацкие войска заняли Гомель, Чичерск, Новый Быхов, Рогачев и др. города, царские войска — Смоленск и др. города.
В конце 1654 года союзные Речь Посполитая и Крымское ханство нанесли комбинированный удар по Гетманщине, в результате которого на Подолье погибло и было уведено в рабство около 200 тысяч человек. Войска Хмельницкого и корпус Шереметева, выступившие против поляков и татар, в январе 1655 года были окружены под Охматовом.
В 1655 году продолжились наступательные операции царского и казацкого войск. Так, войска гетмана Хмельницкого и воеводы Бутурлина в октябре 1655 года взяли в осаду город Львов. Также в кампании 1655 года наказному гетману Даниилу Выговскому удалось взять Люблин, Раву-Русскую и другие города.

##### Альянс Гетманщины со Швецией в борьбе за земли Речи Посполитой в 1656 г.
В октябре 1656 года Русское царство, в связи с усилением Шведского королевства, заключило с Речью Посполитой Виленское перемирие. Гетман Хмельницкий, не согласившись на мир с Польшей, заключил военный союз с семиградским князем Георгием Ракоци, который претендовал на польскую корону, и шведским королём Карлом X Густавом. На переговорах с представителями князя Хмельницкий выдвинул требование «вся Русь до Вислы». В 1657 году союзное семиградско-казацкое войско вторглось в Речь Посполитую и взяло Ланцут, Тарнев, Бохну, Краков, а соединившись с шведским войском короля Карла Густава, также Берестье, Варшаву. Однако, в связи с вступлением в войну со Швецией Дании, Карл Густав вынужден был прекратить наступление и покинуть Польшу. Князь Георгий Ракоци и полковник Антон Жданович не смогли удержаться в Речи Посполитой. В это время гетман Хмельницкий уже был тяжело болен, 6 августа 1657 года гетман умер.

### Руина
По настоянию Богдана Хмельницкого, ещё при его жизни в 1657 году гетманом был избран его шестнадцатилетний сын — Юрий. Однако, после смерти Богдана Хмельницкого казацкая старшина посчитала, что Юрий Хмельницкий в свои года, со своим умом не сможет выполнять обязанности гетмана; Юрий отказался от гетманства. В сентябре 1657 года в Чигирине состоялась рада, на которой старшина вручила гетманскую булаву Ивану Выговскому. На октябрьской раде в Корсуне гетманская «элекция» была подтверждена. На раде в Корсуне также были продолжены переговоры по оформлению союза между силами Гетманщины и шведского короля. Гетман и старшина подали на ратификацию Карлу Густаву договор, по которому, шведский король должен был способствовать приращению к Гетманщине земель Новогрудского и Берестейского воеводств, при этом люди Гетманщины не переходили в подданство шведскому королю и признавались «народом свободным и никому не подвластным». Хотя Швеция была заинтересована в дальнейшем ослаблении Речи Посполитой, переговоры по ратификации этого договора успеха не принесли, так как шведы, понёсшие огромные потери в ходе кампании в 1657 году, были вынуждены противостоять Дании.[уточнить]

#### Гадячский договор
В 1658 году против гетмана Выговского восстали полтавский и миргородский полки реестровых казаков, а вместе с ними и Запорожская Сечь (см. Восстание Барабаша и Пушкаря). Выговский, заключив союз с Крымским ханством, с помощью татар подавил бунт.
Стремясь укрепить свою власть, в сентябре 1658 года Иван Выговский заключил с Речью Посполитой Гадячский договор, согласно которому гетманские владения как «Великое княжество Русское» должны были стать субъектом права в составе Речи Посполитой.
Гадячский договор был ратифицирован сеймом Речи Посполитой в 1659 году, но основные статьи договора — об отмене церковной унии, исключительном праве православной шляхты на правительства в воеводствах княжества Русского и др. — ещё в процессе ратификации были отменены, что вызвало в Гетманщине острое недовольство правлением Выговского.
Попытка вернуть земли Гетманщины в состав Речи Посполитой привела казаков к новой волне гражданской войны, участниками которой стали не только запорожские казаки, но и царская армия, а также крымские татары.
В июне 1659 года гетман Выговский при поддержке многочисленной армии крымского хана Мехмеда Герея IV одержал победу над царским войском и запорожскими казаками под Конотопом. Однако, преодолеть внутреннюю оппозицию гетману не удалось.
В итоге, осенью 1659 года Выговский сложил гетманские клейноды. На раде под Белой Церковью гетманом был вновь избран Юрий Хмельницкий, который расторг Гадячский договор, разорвал унию с Польшей и Литвой и вернулся к условиям Переяславского договора с Русским царством.

#### Разделение Гетманщины
В 1660-х годах Речь Посполитая и Русское Царство разделили Гетманщину на Левобережье и Правобережье Днепра, Киев и его окрестности при этом были закреплены за левобережной Гетманщиной. На протяжении двух десятилетий оба Гетманата, опираясь на разные внешнеполитические силы и противостоя друг другу, добивались подчинения другой части Гетманщины. Руина привела к формальному разделению Гетманата в 1667 по Андрусовскому договору на Левобережное гетманство в составе Русского царства и Правобережное — в составе Речи Посполитой. Объединить Гетманат в 1668 году удалось гетману Петру Дорошенко, осуществившему удачное покушение на левобережного гетмана и боярина Ивана Брюховецкого.
Дорошенко был реестровым казаком, примкнувшим к восстанию Хмельницкого, по смерти гетмана долгое время дружил с татарами против поляков, иногда примирялся с поляками, в течение продолжительного времени не мог определиться, на чьей стороне быть, затем получил гетманскую булаву при поддержке Турции. Дорошенко стремился объединить Гетманщину опираясь на турок и татар, однако попытки удержать власть любыми средствами привели к разорению казацких земель татарами и турками на юге Правобережья и падению Правобережного гетманства в 1676 году. Руина окончилась после того, как левобережный гетман Самойлович разбил войска Дорошенко и принудил сдать гетманскую булаву и отправиться в Москву к царю «бить челом». Дорошенко получил царское прощение и был назначен Вятским воеводой, что по сути означало добровольную ссылку. Вслед за Самойловичем гетманскую булаву получил Иван Мазепа.

### Правление Мазепы
Иван Мазепа служил правобережному гетману Дорошенко, но в 1674 году попал в плен к запорожцам, после чего отрёкся от Дорошенко и примкнул к левобережному гетману Самойловичу. Мазепа получил гетманскую булаву, организовав в 1687 году ложный донос на Самойловича. Долгие годы Мазепа служил царю исправно: принимал участие в Азовских походах, вкладывал большие средства в постройку церквей в Малороссии, занимался меценатской деятельностью и поддерживал тёплые отношения с Петром I и с Меншиковым. В период Северной войны, в силу череды неудач союзников России в войне против Швеции, гетман Иван Мазепа, опасаясь последствий возможного поражения Петра I для Малороссии и своего положения, а также ввиду выгод, сулимых «прелестными письмами» в случае перехода на сторону Швеции, в 1707 году пошёл на сделку со шведским королём Карлом XII и попытался вывести Левобережье из состава Русского царства, однако в 1709 году потерпел сокрушительное поражение в битве под Полтавой, где на стороне Мазепы выступило четыре тысячи казаков, которых Мазепе удалось склонить на свою сторону. Как замечает историк Владимир Артамонов, крестьянство и казачество в целом не поддержало гетмана Мазепу, так как считало русского царя символом и защитником православия и выступило в защиту от вторгнувшихся «еретиков».
Мазепа вынужден был бежать, а его преемником в изгнании был избран гетман Филипп Орлик, составивший «Договоры и постановления Прав и вольностей войсковых» — свод законов, на основе которого Орлик рассчитывал продолжить намеченный Мазепой курс на сближение со Швецией. В силу документ Орлика так и не вступил, а после заключения Ништадтского мирного договора исчезла всякая надежда на его осуществление. Впоследствии Орлик неоднократно пытался примириться с Петром I, но безуспешно. Попытка Мазепы и Орлика передать Левобережье Швеции привела к тому, что институты гетманской власти с 1722 по 1727 были упразднены, а их полномочия перешли к Малороссийской коллегии. Переход Ивана Мазепы на сторону Швеции стал основной причиной последующего расформирования Войска Запорожского и упразднения институтов Гетманщины к 1764 году, а к 1782 году — следов её территориально-административного устройства.

### Правление Скоропадского
Иван Ильич Скоропадский возглавлял во время Полтавской битвы верные Петру I отряды казаков против Мазепы, что предопределило избрание его в 1708 году гетманом. Тем не менее, доверие Петра к гетманскому самоуправству было подорвано, в связи с чем при Скоропадском был назначен стольник Измайлов, а резиденция гетмана была утверждена в Глухове. По совету царя Скоропадский выдал свою единственную дочь Ульяну за Петра Толстого, который вскоре после этого был назначен полковником Нежинского полка. Это был первый случай, когда возглавлять казацкий полк был назначен русский дворянин. Впоследствии таких случаев было немало. Таким образом, при Скоропадском были осуществлены преобразования, предопределившие утверждение Малороссийской коллегии.

### Правление Апостола
С 1722 по 1727 год все земли, ранее подвластные гетманам, перешли в ведомство Малороссийской коллегии. Однако распри между Степаном Вельяминовым и казацкой старшиной привели к тому, что в 1726 году в Санкт-Петербурге было принято решение закрыть коллегию и восстановить Гетманщину. В 1728 году гетманом Войска Запорожского был назначен Даниил Апостол. В царствование Петра II и Анны Иоанновны права гетмана были регламентированы «Решительными пунктами», в соответствии с которыми «Его Императорское Величество всемилостивейше соизволяет в Малой России Гетмана и всех подданных своих содержать по прежним их правам и вольностям». «Решительные пункты» нормировали ключевые военные, экономические и религиозные вопросы в казацких землях, а также восстанавливали гетманские права на рассмотрение судебных тяжб между казаками, при этом право выносить смертный приговор оставалось только за императорским домом.

## Государственность
Вопрос существования казацкого государства в XVII веке остаётся спорным. В СССР эта тема не обсуждалась, так как существование государства не укладывалось в схему «воссоединения Украины с Россией». Термин «казацкое государство» был убран из советской историографии после 1951 года. Историк Гетманщины Татьяна Таирова-Яковлева в своих работах называет Гетманщину «украинской державой» и «украинским казацким государством», преимущественно характеризуя Гетманщину как «казацкое государство», в совместной работе «История Украины» она использует «Украинское гетманство» — общепринятый в российской историографии термин; в украинской принято название «Гетьманщина».
После обретения Украиной независимости истории и государственности Гетманщины уделялось больше внимания. Украинские историки, такие как Валерий Смолий и Валерий Степанков, высказывали мнения, что Запорожская Сечь функционировала как государственное объединение, как «христианская казацкая республика», а «украинское государство времён Хмельницкого» было «республикой с ярко выраженными демократическими чертами». Смолий считает, что в «Мартовских статьях» признаётся существование украинского государства. Игорь Верба считает государственное образование «демократическим» с элементами монархии, указывая на попытки установить наследуемость власти гетмана. Максим Ярёменко считает, что «основы конституционного строя (казацкая рада и выборность должностных лиц) не могли достаточно развиться». Владимир Замлинский полагает, что Польша и Россия были встревожены созданием украинской державы и ей противостояли: так, после подписания «Мартовских статей» царское правительство принялось сразу же ограничивать прописанную в них автономию Поднепровской Украины.
Согласно Степанкову, в начале Освободительной войны Хмельницкий не стремился к независимости Украины и оставался на позициях «автономии» вплоть до середины 1648 года. «Идея государственности формируется в первой половине 1649, и казацкое государство считается наследником Киевской Руси». Предательство хана препятствует этому, и по Зборовскому договору казаки получили только автономию и территорию трёх воеводств.
Согласно Смолию, построение Украинской державы было завершено в середине XVII века, когда было сформировано административно-территориальное устройство, казацкие суды, финансовые органы, войско и иерархичные политические институты. Большинство общества составляли свободные крестьяне, реестровые казаки составляли привилегированное сословие. Смолий характеризует форму правления Гетманщины как демократическую республику, политический строй, который не мог выстоять в «абсолютистской монархической России».
Чешско-украинский историк Симон Нарижный считал, что причиной казацких волнений времен Выговского была незавершенность построения государства Хмельницким.
Наиболее распространённой в украинистике точкой отсчёта казацкой государственности считается 1648 год. Однако Таирова-Яковлева считает наиболее обоснованным мнение украинского историка Михаила Грушевского, согласно которому идея независимой государственности появилась не с начала восстания Хмельницкого, а только зимой 1648—1649 годов, когда казацкое войско вернулось на Украину и было встречено триумфом в Киеве. Хмельницкий имел беседу с патриархом константинопольским Паисием, во время мирной паузы переосмыслил события и кардинально изменил свои взгляды. Хмельницкий предпринимает попытки независимой внешней политики, значительно выходящие за пределы поиска военной помощи. По мнению Таировой-Яковлевой, новообразованная казацкая держава была фактически признана Россией, Крымским ханством, Швецией, Трансильванией и прочими государствами, нуждавшимися в военной силе Войска Запорожского.
Социальную структуру общества составляли шляхта, казацкая старшина, мещане, духовенство, крестьяне и казачество.

## Властные институты Гетманщины
Так как Войско Запорожское изначально представляло собой военное образование, властные институты и даже административное устройство Гетманщины были напрямую связаны с милитарными задачами, а все посты принадлежали военным. По мнению некоторых авторов, рассматривающих институты власти Гетманщины как признаки зачатков государственности, военная диктатура гетмана объединяла элементы республиканского и монархического устройства, при которых режим временами приобретал черты как демократии, так и авторитаризма и даже олигархата. Наиболее ярко и полно республиканско-демократический характер режима проявился при гетмане Петре Дорошенко, авторитарный — при Богдане Хмельницком, а олигархический — при Юрии Хмельницком и Павле Тетере. Примечательно, что претенденты на булаву, борясь за неё, демонстрировали приверженность идеи подчинения гетманских полномочий «коллективной воле» Войска Запорожского, а придя к власти, прилагали максимум усилий для расширения собственной власти до границ авторитаризма и передачи власти по наследству.
Форму осуществления власти в гетманство Богдана Хмельницкого Н. Н. Яковенко определила как военную диктатуру. Военные занимали все руководящие посты в Войске Запорожском. Это способствовало мобилизации казаков, но препятствовало развитию общественно-политической жизни в Гетманщине и не позволяло создать государство.
Григорий Николаевич Теплов, заведовавший гетманской канцелярией при Кирилле Разумовском, с большим негодованием писал, что канцелярия и суды в Гетманщине имели формальный характер и на практике были далеки от полноценных правовых институтов:

«Прежде 1720 года почти во всей Малороссии никаких канцелярий не было: ибо и самую Гетманскую канцелярию, случайным образом гетману Скоропадскому, в 1720 году, ноября 19 дня (по причине некоторых, при гетмане канцеляристов, подписывавшихся под руку гетманскую, а именно: Григория Михайлова и Василия Дорошенка) особливою грамотою велено учредить; в прочих же местах, яко то: в сотнях и полках, ни сотенных, ниже полковых канцелярий и суда генерального (хотя судьи и были) с такими прерогативами, каковые он на себя теперь из прав Литовских наводит, отнюдь не было, хотя при том некоторые дела и письменно производились; а все тогда в самоволие превращенное, не правом и законами управлялось, но силою и кредитом старшин, в простом народе действующих, или лучше сказать — обманом грамотных людей».— Теплов Г. Н. О непорядках, которые происходят от злоупотребления прав и обыкновений, грамотами подтвержденных Малороссии.

### Роль реестровых казаков в управлении Гетманщины

#### Гетман
Во главе Гетманщины стоял выборный гетман. В договоре с русским царём 1654 г. была включена отдельная статья о пожизненном статусе гетманской власти. В случае смерти гетмана Войско Запорожское согласно обычаям выбирало нового гетмана. В конце жизни Богдан Хмельницкий вынашивал планы о наследственной передаче гетманской власти.
Власть гетмана не была абсолютной, но, однако, он имел чрезвычайно широкий круг властных полномочий: созывал Генеральную раду и раду старшин, курировал ими, принимал участие в обсуждении вопросов и принятии решений рады, организовывал их выполнение, возглавляя администрацию. Гетман выдавал важные распоряжения и приказы-универсалы, а также возглавлял судопроизводство как высшая апелляционная инстанция; организовывал и руководил финансами; определял направления внешнеполитической деятельности страны; стоял во главе войска.

#### Генеральная Рада
Высшим представительным органом государственной власти Гетманщины была Генеральная («полная») рада. На собрании Генеральной рады присутствовали гетман (если рада была не элекционной), старшина, рядовые казаки, представители православной церкви; иногда также — представители городов и «поспольство». Гетман и старшина, как правило, умело манипулировали Генеральной радой и её значение постепенно уменьшалось. Этому способствовал и порядок принятия решений Генеральной радой: участники поднимали руки, сабли, подбрасывали шапки (из-за чего согласие часто определяли «на глаз»); применялась и аккламация. Одновременно увеличивалось значение Старшинской рады, в состав которой входили гетман, полковники и генеральная старшина. Если Старшинские рады проходили в расширенном составе, то на них присутствовали «все казацкие урядники» и «начальные люди». Своеобразным «малым пленумом» Старшинской рады была генеральная старшина, которая формировала совещательный орган при гетмане — Раду генеральной старшины.

#### Генеральная старшина
В состав генеральной старшины входили:
1. Генеральный обозный — второй после гетмана чин. Ведал артиллерией, снабжением войска продовольствием и вооружением, принимал должность наказного гетмана (исполняющего обязанности в случае отсутствия, смерти, низложения гетмана). Руководил строительством укреплённых лагерей и, по обычаю, становился их комендантом. Нередко принимал командование над отдельным казацким корпусом. В его обязанности входило также составление казацкого реестра;
2. Генеральный писарь возглавлял войсковую канцелярию, исполняя обязанности государственного секретаря: ведал всей войсковой и государственной документацией, готовил указы и приказы, занимался корреспонденцией, отвечал за сохранность войсковой печати. Был первым советником гетмана, участвовал в переговорах на высшем уровне, принимал послов иностранных государств и войск. В военное время исполнял функции, близкие к функциям современного начальника Генерального штаба.
3-4. Два генеральных есаула были помощниками гетмана: помогали составлять казацкий реестр, рассматривали апелляции, которые поступали из полковых и сотенных судов, жалобы и предложения старшин; следили за соблюдением законности, обычаев и традиций в войсках, проводили учения и смотры войска, поддерживали порядок на Генеральном военном совете. В военное время исполняли особые поручения гетмана, могли командовать определённой частью войска, возглавлять группу парламентёров во время переговоров с командованием противника.
5-6. Два генеральных подскарбея (казначей) руководили всеми финансами и организацией сбора налогов. Пост учреждён в 1729 году.
7. Генеральный хорунжий — изначально пост задумывался для старшин, которые должны были оберегать и отвечать за охрану больших гетманских знамён (хоругвей). В реальной жизни — примерный аналог современного офицера Генерального штаба, наделённого комендантскими функциями. Вёл следствие в делах, связанных с преступлениями старшин. Иногда возглавлял личную охрану гетмана. В военное время мог командовать отдельными казацкими соединениями, исполнять обязанности наказного гетмана.
8. Генеральный бунчужный персонально отвечал за сохранение бунчука. Выполнял особые поручения гетмана, инспектируя отдельные казацкие полки, проверяя жалобы. Во время войны мог командовать отдельным казацким корпусом или рейдовым отрядом.

#### Генеральный суд
Судебную власть представлял Генеральный суд во главе с генеральным судьёй. Он толковал обычаи и законы, вершил суд над государственными преступниками, рассматривало апелляции и прошения о помиловании, контролировал работу местных судов. На заседания Генерального суда созывали подконтрольных генеральному судье судей из городов и посёлков. Все судьи были выборными.
Генеральная войсковая канцелярия, возглавляемая генеральным писарем, исполняла функции центрального органа внутреннего управления (хотя в первые годы Гетманщины она была аналогом Генерального штаба). Канцелярия занималась как военными делами (комплектация войсковых подразделений, пропагандистско-агитационная деятельность, обеспечение войска оружием, продовольствием и фуражом), так и государственно-административными: формировала посольства, писала письма, составляла тексты договоров, готовила гетманские универсалы, формировала административно-территориальное устройство Гетманщины, наделяла имениями и отнимала их; рассматривала разные вопросы политической и хозяйственной жизни, направляла и контролировала работу полковых и сотенных канцелярий; формировала военно-государственный архив, вела специальные диариуши, то есть дневники (хроники). В штате канцелярии были военные канцеляристы, канцеляристы, служители-подписки (писцы), копиисты, толмачи (переводчики), протоколисты, которые протоколировали совещания и переговоры. На должности канцеляристов и старших канцеляристов принимались образованные казаки, в основном закончившие старшие классы Киево-Могилянской академии. Во время войны или похода действовала Генеральная походная войсковая канцелярия. Возглавлял её также генеральный писарь, а в случае его отсутствия — один из старших писарей, или же казаки выбирали наказного (исполняющего обязанности) генерального писаря. Генеральная канцелярия была упразднена в 1764 году в связи с полным упразнением гетманских институтов власти.

#### Административно-территориальное устройство
Гетманщина имела самобытное административно-территориальное устройство, которое сложилось на основе традиций казацкого самоуправления. Она разделялась на полки и сотни. На Правобережье полково-сотенный уклад просуществовал до 1714 года; на Левобережье он сохранился до 1782 года. Количество полков и сотен не были постоянным. На Левобережной Украине в 1672 году насчитывалось 117 сотен, а в конце XVII века — 163 сотни. В конце XVII века на Левобережной Гетманщине были около 2 тысяч населённых пунктов, в которых проживало около 1,5 миллионов человек.

#### Судебная власть
Высшую военную, административную и судебную власть на территории полка осуществлял полковник. Основным исполнительным органом были полковые канцелярии. Полковники назначались гетманом. Тем не менее, параллельно с полковыми судами в полковых городах, подвластных гетману, с 1658 года действовала великорусская судебная система, контролировавшаяся царскими воеводами. По условиям Московских статей воеводы наделялись правом судить мещан и селян Гетманщины, а также облагать население налогами, при этом их судебная власть не распространялась на реестровых казаков, подчинявшихся гетману. С целью уклониться от налоговых обязательств, мещане записывались в казаки, что приводило к конфликтам между казацкой полковой и царской судебными системами, а также к требованиям царских властей к гетману — не пополнять полки из охочекомонных людей без необходимости.
Важную роль в гетманской судебной системе играли полковые старшины: генеральный обозный, два генеральных есаула, генеральный судья, генеральный писарь. Вспомогательным органом служил полковой совет казаков и старшин. На территории сотен власть принадлежала сотнику, который или избирался казаками, или назначался полковником. К сотенной администрации принадлежали писарь, есаул и атаман, существовал также сотенный совет. В посёлках и сёлах казаки входили в курень, который выбирал атамана, а селяне и мещане выбирали войта. Атаманы и войты составляли низшее звено администрации. На Левобережье вместо существовавших при Речи Посполитой гродских, земских, подкоморных и доминиальных (панских) судов действовали полковые и сотенные суды. Юрисдикции казацких судов подлежали не только казаки, но и мещане и селяне, особенно в делах разбоя и убийств. В городах и посёлках суд вершили коллегии лавников и ратуши, в сёлах — войты и атаманы. В северных районах Левобережья действовали «копные суды», то есть суды сельской общины.

### Роль низовых казаков в управлении Гетманщины
Войско Запорожское Низовое занимает особую роль в процессе становления Гетманщины. Весной 1650 года Богдан Хмельницкий пресёк претензии Запорожья на какую-либо особую политическую роль. Несмотря на огромную роль сечевых казаков в восстании, на Переяславскую Раду представители низового запорожского казачества не были приглашены. На Раде присягу на верность русскому царю принимала только реестровая казацкая старшина, а сечевики присягнули русскому царю где-то к концу мая. Запорожская Сечь, не входя ни в один из полков Войска Запорожского, обладала автономией в Гетманщине и напрямую подчинялась гетману. В отличие от полков Войска Запорожского, где полковников назначал гетман, Сечь сама выбирала своего кошевого атамана.
Однако в условиях гражданской войны 1658—1663 гг. Запорожье восстанавливает политическое самоуправление и превращается в обособленное государственное образование, которое лишь номинально признавало власть гетмана. По Андрусовскому договору между Речью Посполитой и Русским Государством Правобережье признавалось составной частью Польши, тогда как Левобережье и Северщина — России, а Запорожье одновременно подпадало в двойное подданство российского царя и польского короля.

### Городское самоуправление
В городах на территории Войска Запорожского было сохранено городское управление Речи Посполитой, основанное на магдебургском праве. Возглавлял город избранный жителями голова (войт), чья власть была пожизненной. Важную роль играли выборные магистраты, которые состояли из рады (райцы во главе с бургомистром, ведавшие административно-хозяйственными делами) и лавы (члены суда, вершившие судопроизводство по гражданским и уголовным делам). Поскольку часть горожан стала казаками и подчинялась гетманской (войсковой) администрации, то нередко возникали конфликты между представителями городского самоуправления и полковой администрации.
В городах и посёлках, не охваченных магдебургским правом, также было самоуправление. Такие поселения называли ратушными, но в то же время в них власть имели казацкие старшины, которым подчинялись казаки.
Города в Гетманщине развивались медленно. На Левобережье в конце XVII—XVIII веков существовало около 200 городов и городков, в которых жило 6 % населения. Магдебургским правом были наделены Киев, Нежин, Переяслав, Чернигов, Стародуб и др. города. Мещане занимались в основном ремесленничеством, торговлей.

## Дипломатические отношения и пакты
| Государство                                   | Документы | Совместные кампании | Персоналии                                     | См. также |
| --------------------------------------------- | --- | --- | ---------------------------------------------- | --- |
| Крымское ханство                              | Бахчисарайский мирный договор (1648) Жванецкий договор (1653) Вечный мир (1692) [ 72 ] Кайрский договор (1711) [ 73 ] | Восстание Хмельницкого (1648—1653) Русско-польская война (1658—1666) Польско-казацко-татарская война (1666—1671) Польско-турецкая война (1672—1676) Русско-турецкая война (1710—1713)                                                                              | Петрик Иваненко                                | Ханская Украина |
| Османская империя                             | Диплом на Княжество Русское (1648) [ 74 ] Договор про торговлю на Чёрном море (1649) [ 75 ] Корсунский договор (1669) | |                                                | |
| Речь Посполитая                               | Зборовский договор (1649) Белоцерковский мир (1651) Жванецкий договор (1653) Гадячский договор (1658) Слободищенский трактат (1660) Подгаецкий договор (1667) Острожский договор (1670) | Русско-польская война (1658—1666) Польско-турецкая война (1683—1699) |                                                | Речь Посполитая Трёх Народов |
| Молдавское княжество                          | Украинско-молдавский договор (1650) | Сучавская кампания Тимоша Хмельницкого (1653) | Тимош Хмельницкий и Розанда Лупул Георгий Дука | |
| Русское царство и Российская империя          | Мартовские статьи (1654) Переяславские статьи (1659) Батуринские статьи (1663) Московские статьи (1665) Глуховские статьи (1669) Конотопские статьи (1672) Переяславские статьи (1674) Коломакские статьи (1687) Московские статьи (1689) Решетиловские статьи (1709) Решительные пункты (1728) | Русско-польская война(1654—1657; 1659—1660; 1663—1667); Русско-турецкая война (1672—1681); Русско-турецкая война (1686—1700); Северная война (1700—1708; 1709—1721); Персидский поход (1722—1723); Русско-турецкая война (1735—1739); Семилетняя война (1757—1762) |                                                | Триединый русский народ Присоединение Киевской митрополии к Московскому патриархату Слободские казацкие полки и Слободская Украина |
| Княжество Трансильвания                       | Договор с князем Ракоци (1656) | Северная война (1657) | Антон Жданович                                 | |
| Королевство Швеция                            | Корсунский договор (1657) Союзный договор между гетманом Мазепой и Карлом XII (1708) Союзный договор между гетманом Мазепой, Карлом XII и Запорожской Сечью (1709) | Северная война (1657) Северная война (1708—1713) |                                                | Договоры и постановления прав и вольностей войсковых                                                                               |
| Маркграфство Бранденбург и Герцогство Пруссия | Дипломатические отношения | Переговоры о заключении союза Бранденбурга-Пруссии с Войском Запорожским (1655—1657) |                                                | |
| Княжество Валахия                             | Дипломатические отношения | |                                                | |
| Венецианская республика                       | Дипломатические отношения | |                                                | |
| Священная Римская империя                     | Дипломатические отношения | |                                                | |
| Герцогство Бавария                            | Дипломатические отношения | |                                                | |

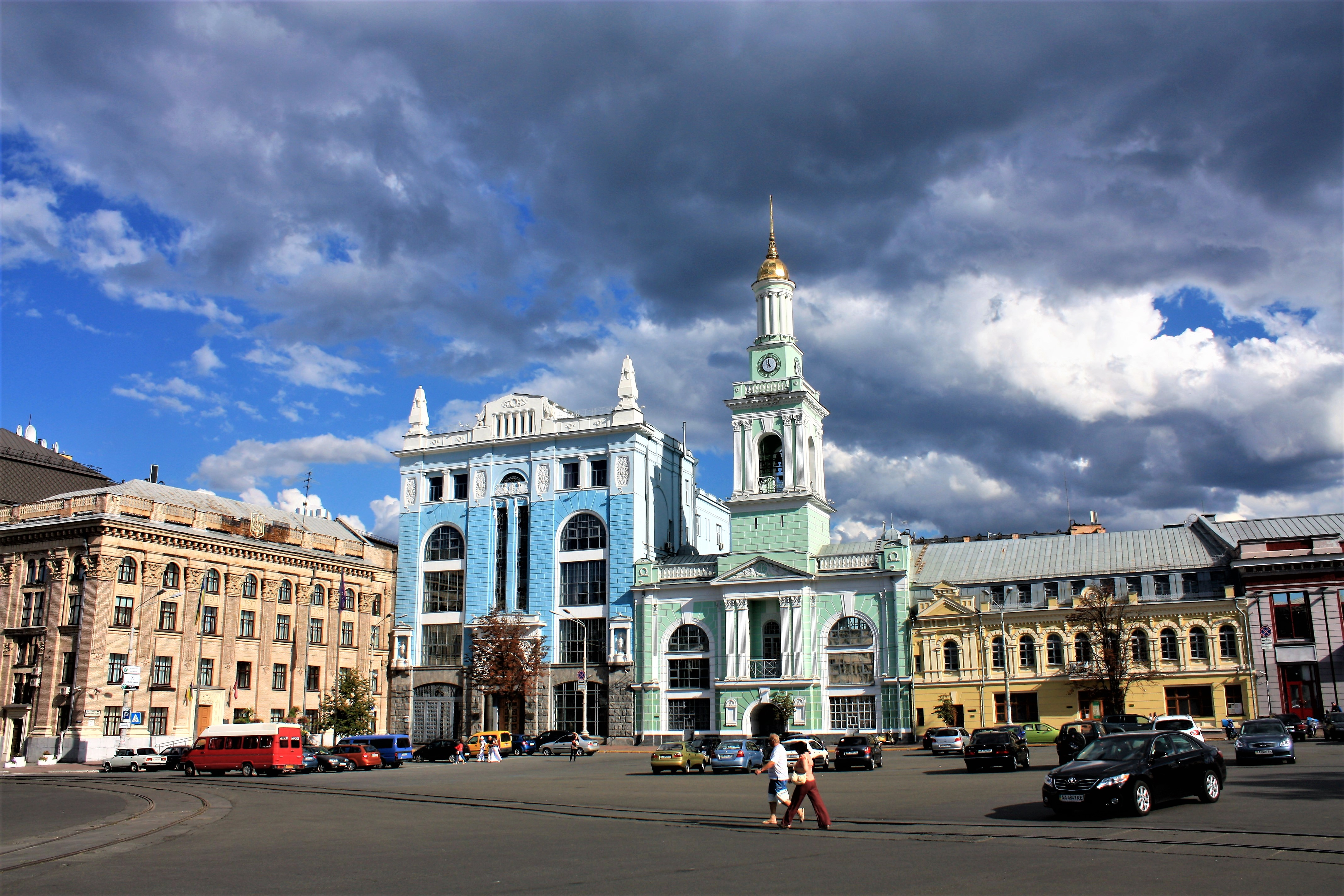
Храм Святой Великомученицы Екатерины — c 1746 по 1928 год подворье Синайской архиепископии Греко-православного Иерусалимского патриархата в Киеве

- Зборовский договор. Зборовский мир был подписан 17−18 августа 1649 года между гетманом Богданом Хмельницким и польским королём Яном Казимиром. Основные положения: Войско Запорожское получает контроль над Киевским, Черниговским и Брацлавским воеводствами; реестр казаков увеличивается до 40 тыс.; коронному войску и евреям запрещается находиться на землях, которые контролирует Войско Запорожское; правительственные посты в казацких воеводствах разрешается занимать только казацкой старшине и православной шляхте.
- Белоцерковский договор. Мирный договор от 28 сентября 1651 года между Войском Запорожским и Речью Посполитой, подписанный в Белой Церкви Богданом Хмельницким и Миколаем Потоцким, предусматривал следующее: власть Войска Запорожского распространялась только на Киевское воеводство; реестр казаков уменьшался до 20 тыс.
- Переяславский договор. «Мартовские статьи» были приняты 18 января 1654 года на Переяславской раде. Малая Русь, подконтрольная Войску Запорожскому, становилась частью Русского царства на правах широкой автономии.
- Военный союз казаков, шведов, бранденбургцев и Семиградья против Речи Посполитой. Договорённости 1656 года между представителями правительств Войска Запорожского, Семиградья, Шведского королевства и Бранденбурга предусматривали раздел Речи Посполитой; Войско Запорожское претендовало на Галицию и Волынь.
- Гадячский договор. В договоре, который был подписан 16 сентября 1658 года в Гадяче между гетманом Иваном Выговским и послами Речи Посполитой, речь идёт о создании Великого княжества Русского в составе Речи Посполитой.

## Экономика

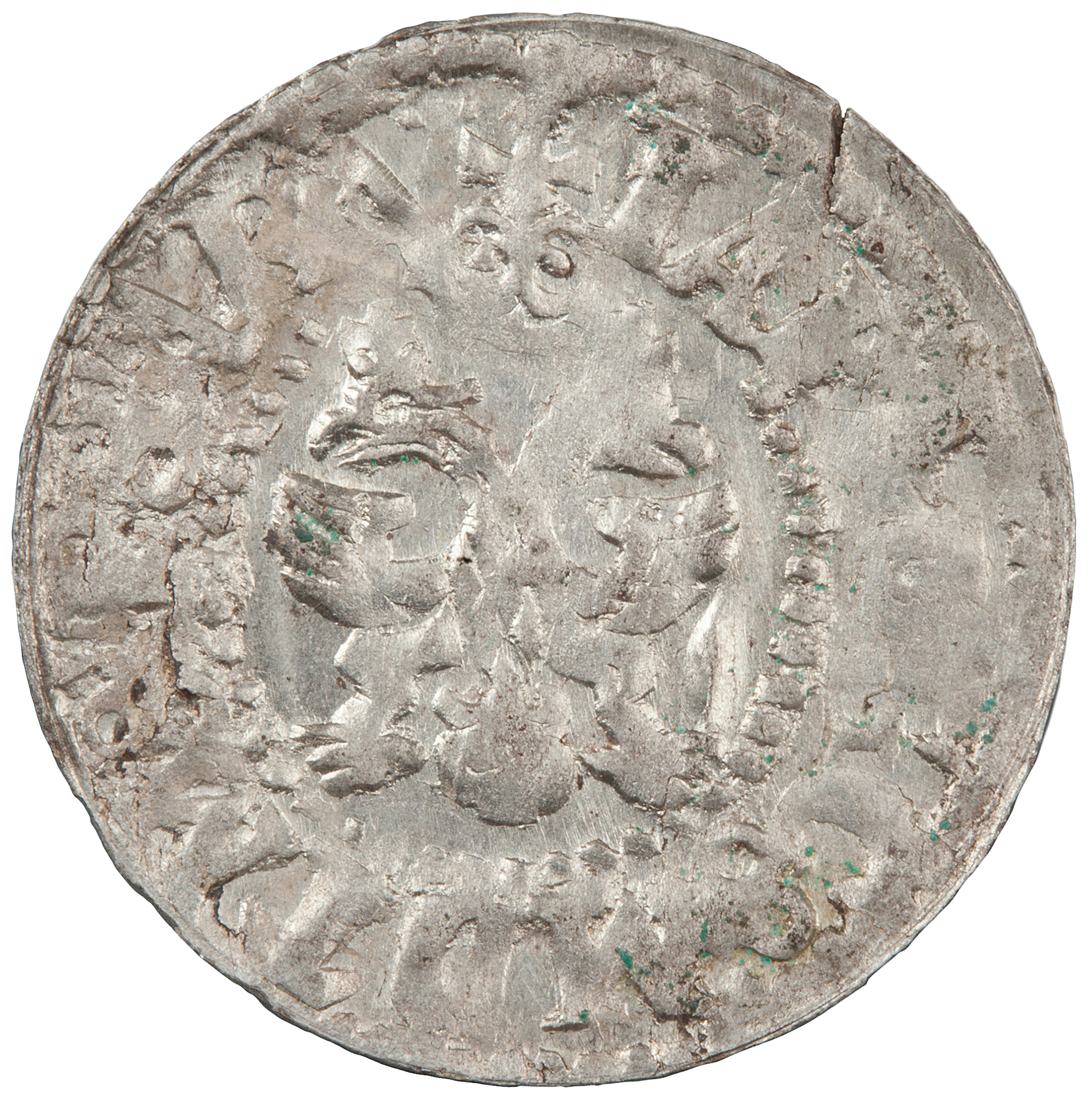
Севский чех — монета, которую чеканили в Русском царстве для хождения в Малороссии в 1686−1687 годах

Во второй половине XVII века Гетманщина в составе Русского царства имела свой бюджет и денежное обращение, подконтрольное Малороссийскому приказу. Существовала широкая система налогов в «Скарбницу Войсковую». Одним из наибольших источников поступлений были налоги на мельницы. Доходы из мельниц («військову мирочку») собирали специальные «дозорцы». Существовали откупы на водку, дёготь и табак. Значительный сбор поступал в «Скарбницу» от пасек. Взимались проездные, транзитные и внутренние таможенные сборы. В Гетманщине существовала система прямого налогообложения населения.
В 1723−1781 гг. финансами, налогами, военными и ранговыми имениями ведала Генеральная канцелярия Скарба войскового, возглавлявшаяся двумя генеральными подскарбеями. Аппарат скарбовой канцелярии формировался из канцеляристов, секретаря и счетоводов. Государственный контроль за деятельностью канцелярии возлагался на специальную счётную комиссию (1734—1776). После окончательной ликвидации Гетманщины канцелярия подчинялась Второй Малороссийской коллегии и выполняла преимущественно ревизионные функции относительно правильности и целесообразности использования средств.

## Территория
В период восстания Гетманщина на западных границах охватывала пространство, которое можно обозначить условной «брацлавской границей» Ямполь — Черновцы, Мурафа, село Красное Жмеринского района Винницкой области, Пилявцы. В период расцвета гетманские земли включали в себя Полтавскую, Черниговскую, частично Киевскую, Черкасскую, Сумскую, а также часть Брянской областей.

## Общество. Культура

### Население
Население Гетманщины во времена восстания Хмельницкого составляло около 3 миллионов человек.
Во времена Руины, в результате непрерывных боевых действий, сильно сократилось население Правобережья. По инициативе Москвы, в течение 1674—1678 годов, население поднепровской полосы правого берега, от Киева до Чигирина, было насильно перевезено правительством гетмана Ивана Самойловича на Левобережье и Слобожанщину. Часть беженцев спасалась бегством на Галичину и Волынь. Населённые пункты и остатки фортификаций были уничтожены чтобы положить конец существованию Черкасского, Каневского, Чигиринского и Корсунского полков, которые были опорой Петра Дорошенко. Существование безлюдной пустоши на Правобережье было выгодно России, Речи Посполитой и Османской империи, которые юридически закрепили её Бахчисарайскими (1681) и Вечным мирами (1686). Политика принудительного переселения сельского украинского населения с правого на левый берег Днепра в период гетмана Самойловича получила в историографии название «Великого сгона». Эта политика в долгосрочной перспективе привела к тому, что в XVIII веке земли Правобережной Украины стали малонаселёнными.

### Социальная структура общества
В Гетманщине привилегированной социальной группой было казачество. Принадлежность мужчины к казацкому сословию обязывало его за свой счёт нести военную службу, но при этом освобождало от уплаты налогов, давало право землевладения. Официально к казацкому сословию во второй половине XVII — первой половине XVIII веков принадлежало 20-60 тысяч человек. Правящим классом в Гетманщине была казацкая старшина. В конце XVII—XVIII веков существовала привилегированная группа «знатных товарищей». В XVIII веке более трети земель Гетманщины находилось в собственности старшины.
Немаловажную роль в становлении Гетманщины в 1649—1650-х годах сыграла православная шляхта Речи Посполитой. На службе у гетмана Хмельницкого весной 1649 года, по свидетельству московского посла Григория Кунакова, находилось около 6 тысяч шляхтичей, а в присяжных списках 1654 года вписано около 200 лиц шляхетского происхождения. Должности в Генеральной войсковой канцелярии при гетманстве Хмельницкого и Выговского занимали в основном представители шляхты.
Основную массу населения Гетманщины составляли простые селяне. Во времена Хмельниччины были ликвидированы крупные феодальные землевладения, фольварковая система хозяйства, крепостническая зависимость от польской шляхты. После смерти Хмельницкого положение селян постоянно ухудшалось. При гетмане Иване Мазепе панщина была ограничена двумя днями в неделю. В середине XVIII века селянин мог выполнять трудовые повинности в пользу землевладельца три и более дней в неделю.
Большое влияние на социальные процессы, протекавшие в Гетманщине, оказывало православное духовенство. Духовенство имело автономную администрацию, судопроизводство, было освобождено от уплаты налогов, военной службы, трудовых повинностей. Православная церковь в Гетманщине была крупным землевладельцем. В середине XVIII века монастырям принадлежало около 10 тысяч имений, то есть приблизительно 17 % всех земель Гетманщины.

### Образование

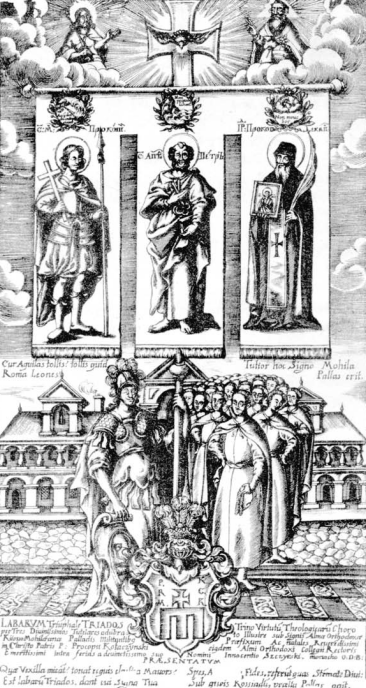
Студенты Киево-Могилянской академии. Гравюра начала XVIII века

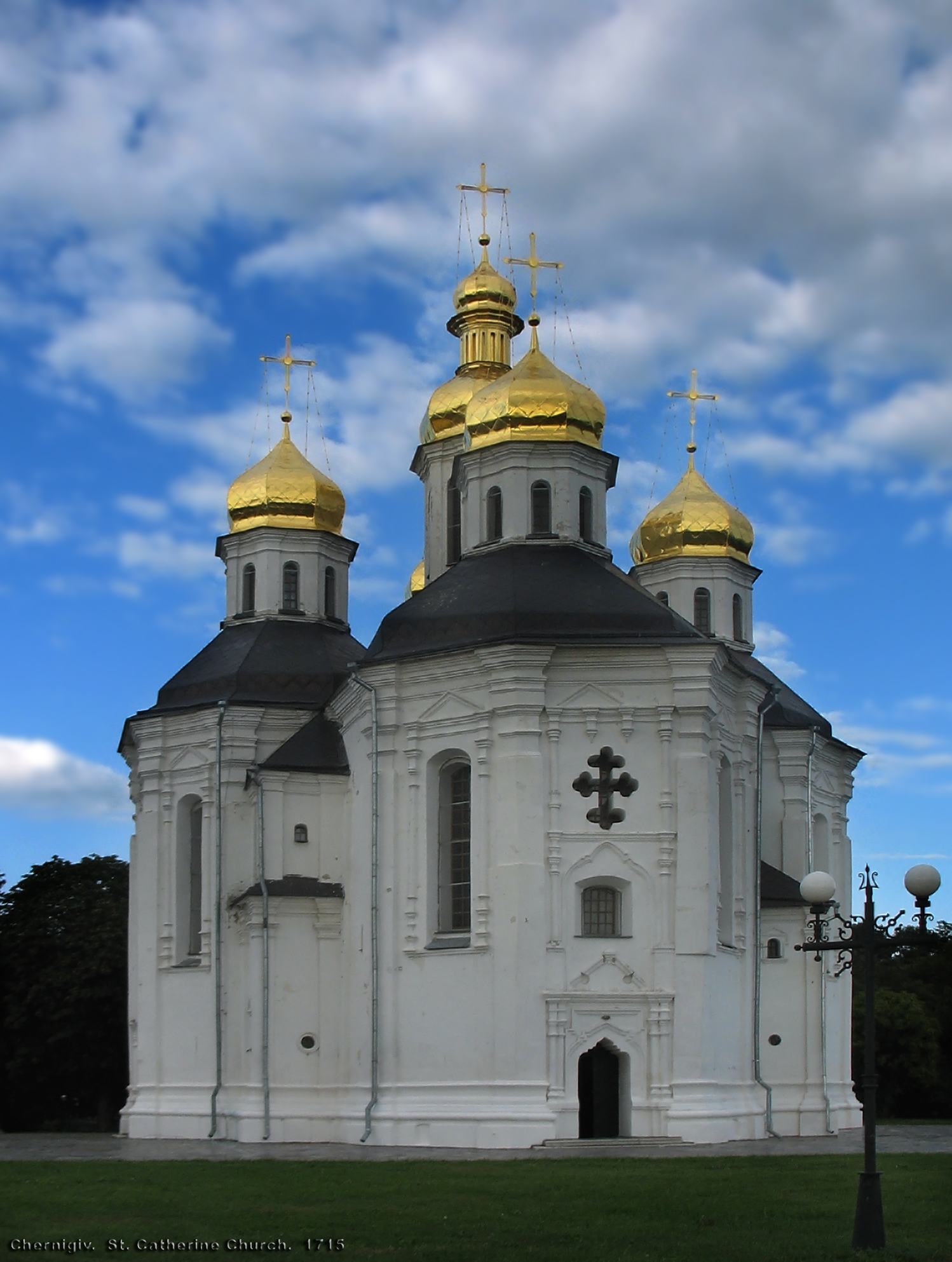
Екатерининская церковь в Чернигове, построенная в стиле украинского барокко

Школьное образование Гетманщины охватывало все слои, социальные группы населения. Путешественник Павел Алеппский, побывав в Гетманате в середине XVII века, писал, что «все умеют читать, даже сироты». На Левобережье в конце XVII века действовали школы при Нежинском, Черниговском, Полтавском, Переяславском, Лубенском, Прилуцком, Миргородском полках.
Центральное место в системе высшего образования Гетманщины занимал Киево-Могилянский коллегиум (с 1701 года — академия). В коллегиуме (академии) действовал 8-летний (позднее — 12-летний) курс обучения. Он делился на 8 классов-циклов — 4 грамматических, поэтики, риторики, философии, богословия.
Большой вклад в развитие системы образования Гетманщины внёс гетман Иван Мазепа, который отдавал на развитие просветительских заведений часть своих личных доходов. Так, при его гетманстве был возведён главный корпус Киево-Могилянской академии, количество студентов академии доведено до 2 тысяч, учреждён Черниговский коллегиум, основаны новые школы, типографии.

### Религия
Религиозные лозунги, выдвинутые во времена Хмельниччины, сделали православное христианство господствующей религией на территории Гетманщины. Богдан Хмельницкий принял на себя функцию верховного патроната над церковными институтами, подчинил своим интересам светскую политику Киевской митрополии, которая находилась в юрисдикции Константинопольского патриарха. Гражданские войны периода Руины отразились на православной церкви, так, митрополита Дионисия Балабана не признавали на Левобережье, где архипастырские функции с 1659 до 1685 годов выполняли «местоблюстители митрополичьего престола». В 1685 году митрополит Гедеон Святополк-Четвертинский согласился на подчинение Киевской митрополии Московскому патриархату. Во второй половине XVII — начале XVIII веков Киевская митрополия лишилась епархий — Черниговской, Мстиславско-Могилевской, Львовской, Луцкой, Смоленской, Полоцкой и Перемышльской. В 1721 году Московский патриархат был упразднён, а вместо него учреждён Синод — таким образом церковь стала непосредственно зависеть от монархов Российской империи.

### Барокко в Гетманщине
В Гетманшине во второй половине XVII века стал распространяться стиль барокко, под воздействием которого развивались все виды и жанры искусства. В каменном сакральном строительстве выделяются два направления. Первое направление — трёхдольное одно-, трехверхое сооружение и крестовидные пяти-, семи-, девятидольные сооружения. В этом архитектурном стиле построены Троицкая церковь в Густыне (1671), Ильинская церковь в Киеве (1692), надвратная церковь Всех Святых в Киево-Печерской лавре (1696—1698), Вознесенский собор в Переяславе (1700), Георгиевская церковь Выдубицкого монастыря в Киеве (1696—1701), Екатерининская церковь в Чернигове (1710) и др. Второе направление — сочетание трансформированного древнерусского храма с классической композицией фасадов, это собор Троицко-Ильинского монастыря в Чернигове (1679), собор Мгарского монастыря вблизи Лубнов (конец 1689—1709) и др. Ведущим музыкальным жанром в Гетманщине эпохи барокко было многоголосое партесное пение. Живопись также вобрала лучшие достижения барокко — богатый декор, сложную композицию, соединив их с традициями народного творчества.

## Гетманы
Гетманы Войска Запорожского
1. Богдан Хмельницкий (1648—1657)
2. Юрий Хмельницкий (1657)
3. Иван Выговский (1657—1659)
4. Юрий Хмельницкий (повторно, 1659—1660)
| Гетманы правобережные 4. Юрий Хмельницкий (1660—1663) 5. Павел Тетеря (1663—1665) 6. Степан Опара (1665) 7. Пётр Дорошенко (1665—1668) | Гетманы левобережные 5. Яким Сомко (наказной, 1660—1663) 6. Иван Брюховецкий (1663—1668) |

Гетманы Войска Запорожского
7. Пётр Дорошенко (1668—1669)
| Гетманы правобережные под Османской протекцией 7. Пётр Дорошенко (1669—1676) 8. Юрий Хмельницкий (1677—1681) 9. Георгий Дука (1681—1684) 10. Теодор Сулименко (1684—1685) 11. Юрий Хмельницкий (повторно, 1685) | Гетманы правобережные под протекцией Речи Посполитой 8. Михаил Ханенко (1669—1674) 9. Остап Гоголь (наказной, 1675—1679) 10. Степан Куницкий (1683—1684) 11. Андрей Могила (1684—1685) | Гетманы левобережные 8. Демьян Многогрешный (1669—1672) 9. Иван Самойлович (1672—1685) |

| Гетманы правобережные 11. Андрей Могила (1685—1689) 12. Григорий Драгинич (наказной, 1689—1692) 13. Самойло Самусь (наказной, 1693—1704) | Гетманы левобережные 9. Иван Самойлович (1685—1687) 10. Иван Мазепа (1687—1704) |

Гетманы Войска Запорожского
10. Иван Мазепа (1704—1708)
| Гетманы Войска Запорожского под московской протекцией 11. Иван Скоропадский (1708—1718) | Гетманы Войска Запорожского под шведской протекцией 10. Иван Мазепа (1708—1709) 11. Филипп Орлик (1710—1742) |

Гетманы Войска Запорожского
11. Иван Скоропадский (1718—1722)
12. Павел Полуботок (наказной, 1722—1724)
13. Даниил Апостол (1727—1734)
14. Кирилл Разумовский (1750—1764)
Следует также отметить Петра Иваненко (Петрика), который после поражения своего восстания против Москвы и Мазепы получил от крымского хана во владение Ханскую Украину (территорию между Днепром и Днестром, которая ранее не находилась под гетманским управлением) и титул её гетмана.

## Карты

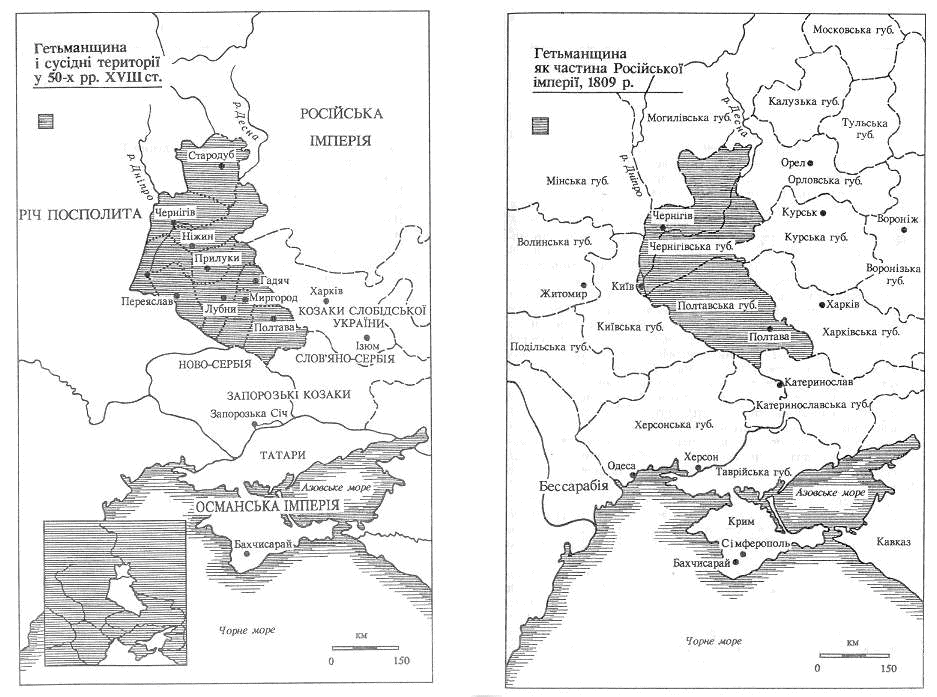
Левобережье, середина XVIII, начало XIX века

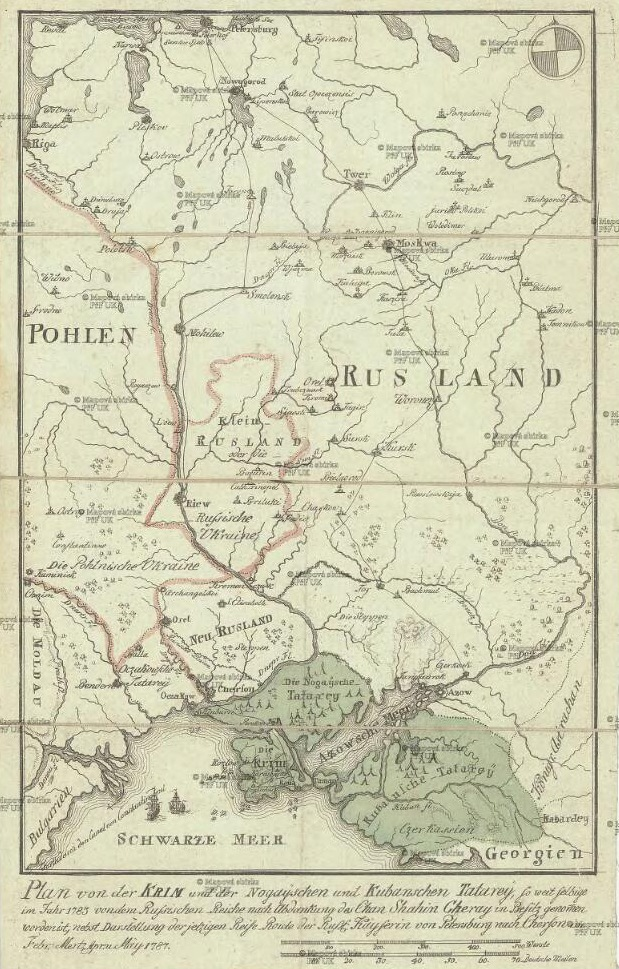
На карте употребляются понятия Малая Россия, Новая Россия, Российская Украина и Польская Украина.

## Комментарии
1. ↑  историографическое название, самоназвания см. ниже
2. ↑  Изначально избран «Кошевым гетманом» на Запорожской Сечи, уже после — гетманом на Левобережье.
3. ↑  Также господарь Молдавского княжества.